# 폴란드의 역사기념물 목록

폴란드의 역사기념물 로고.

폴란드의 역사기념물(폴란드어: pomnik historii)은 폴란드의 문화유산의 분류 중 하나이다. 폴란드의 역사적, 과학적으로 중요했던 예술적 기념물을 지정한다.
폴란드의 역사기념물은 폴란드의 대통령이 직접 선언하여 지정한다. '역사기념물'이라는 용어는 1990년 폴란드법에 처음 쓰였으며, 최초의 역사기념물은 1994년 레흐 바웬사가 지정했다.

## 목적과 의미
폴란드의 과거 역사기념물은 폴란드에서 역사적으로 중요했던 지념물에 대해서 지정한다. 폴란드 현행법에 따르면, 역사적 기념물은 주로 폴란드 역사에서 매우 중요했던 곳을 지정하지 않는다. 이는 폴란드 역사기념물의 관리 및 보호에 대한 법률에서 나타나 있다. 그러나, 역사기념물에 등재된다고 하여 자원 관리 방법이나 추가 기념물 관리자의 요구, 더욱 강화된 보호 체계 요구, 추가적인 보호관리 예산 등은 이뤄지지 않는다.

## 목록
다음 목록은 폴란드 국립문화유산위원회가 선정한 폴란드의 역사기념물 목록이다.
| 위치                    | 기념물                                           | 사진 | 지정 날짜        |
| ----------------------- | ------------------------------------------------ | ---- | ---------------- |
| 비스쿠핀                | 비스쿠핀 유적                                    |      | 1994년 9월 16일  |
| 보흐니아                | 보흐니아 소금 광산                               |      | 2000년 10월 6일  |
| 헤움노                  | 헤움노 구시가지                                  |      | 2005년 4월 20일  |
| 쳉스토호바              | 야스나고나 – 파울린 수도원                       |      | 1994년 9월 16일  |
| 두슈니키-스드루이       | 두슈니키-스드루이 종이 제작 박물관               |      | 2011년 10월 12일 |
| 프롬보르크              | 카톨릭 대성당                                    |      | 1994년 9월 16일  |
| 그단스크                | 17세기 그단스크 요새를 포함한 그단스크 전역      |      | 1994년 9월 16일  |
| 그단스크                | 베스테르플라테 전투 지구                         |      | 2003년 9월 1일   |
| 그니에즈노              | 그니에즈노 대성당                                |      | 1994년 9월 16일  |
| 고스틴 – 그워구브코     | 오라토리안 수도원                                |      | 2008년 3월 27일  |
| 그룬발드                | 1차 타넨베르크 전투 지구                         |      | 2010년 10월 4일  |
| 칼바리아 제브리도브스카 | 칼바리아 제브리도브스카 공원 및 역사 유적지      |      | 2000년 10월 17일 |
| 카미엔포모르스키        | 성 요한 대성당                                   |      | 2005년 9월 1일   |
| 카토비체                | 니키쇼비체 노동자 숙소                           |      | 2011년 1월 28일  |
| 카토비체                | 실레지아 주 의회 청사                            |      | 2012년 10월 22일 |
| 카지미레츠 돌니         | 역사보호구역                                     |      | 1994년 9월 16일  |
| 코즈워브카              | 코즈워브카 궁 및 공원                            |      | 2007년 5월 16일  |
| 쿠르니크                | 쿠르니크 성 및 공원, 네크로폴리스 교회           |      | 2011년 7월 16일  |
| 크라쿠프                | 크라쿠프 구시가지                                |      | 1994년 9월 16일  |
| 크셰슈브                | 구 수도원 단지                                   |      | 2004년 5월 1일   |
| 롱드                    | 구 수도원 단지                                   |      | 2009년 7월 1일   |
| 레드노구라              | 레디니차 호수의 오스트루프 레드니츠키            |      | 1994년 9월 16일  |
| 레그니츠키에 폴레       | 폴 베네딕트 수도원                               |      | 2004년 5월 1일   |
| 레자이스크              | 프란치스코회 수도원                              |      | 2005년 4월 20일  |
| 루빈                    | 루빈 베네딕트회 수도원                           |      | 2009년 12월 16일 |
| 루블린                  | 루블린 구시가지                                  |      | 2007년 5월 16일  |
| 완추트                  | 완추트 성 및 공원                                |      | 2005년 9월 1일   |
| 웨크니차                | 무스카우 공원                                    |      | 2004년 5월 1일   |
| 워비치                  | 축복받은 성모 마리아의 가정 대성당 (워비치 교구) |      | 2012년 11월 13일 |
| 말보르크                | 말보르크 성                                      |      | 1994년 9월 16일  |